# Бакланова, Ольга Владимировна
О́льга Влади́мировна Бакла́нова (19 августа 1893 — 6 сентября 1974) — кино- и театральная актриса, заслуженная артистка Республики (1925). В 1926 году эмигрировала из Советской России, после чего продолжила карьеру в США. Родная сестра советского военачальника Глеба Бакланова.

## Биография
Ольга родилась 19 августа 1893 года в Москве в состоятельной семье Владимира и Александры Баклановых. Её мать, в прошлом известная театральная актриса, оставила сцену и посвятила себя воспитанию шестерых детей. Ольга получила классическое образование.

### Начало карьеры
В возрасте шестнадцати лет Ольга приняла участие в конкурсном наборе в Московский Художественный театр. Несмотря на высокую конкуренцию — на три вакансии претендовало 400 девушек, — она была принята в труппу и под руководством К. С. Станиславского начала постигать основы актёрского ремесла.
Лето она часто проводила в Крыму и там, подобно многим другим студентам, без ведома своих наставников попробовала свои силы в кино, появившись в нескольких немых короткометражках. Точное количество её ранних картин неизвестно, судя по названиям — «Симфония любви и смерти» (1914), «Загробная скиталица», «Женщина-вампир», «Петля смерти» (все — 1915) и другие — многие из них были триллерами.
Кроме того, Ольга с успехом начала выступать на сцене театра, приняв участие в постановках по произведениям Пушкина, Чехова, Тургенева, Шекспира и Диккенса, однако ровное развитие её карьеры оборвала революция 1917 года. После переворота всю большую семью Баклановых переселили в одну комнату в их бывшем особняке.
Понимая, что её существование и карьера зависят от того, насколько она будет лояльна новому режиму, Ольга снялась в фильме 1918 года под названием «Хлеб». После того, как в 1919 году по инициативе Немировича-Данченко была основана музыкальная студия, призванная подарить классическим пьесам новое звучание, Ольга начала брать уроки вокала и танца. Между 1920 и 1925 годами она приняла участие в пяти больших постановках студии. Около 1922 года она вышла замуж за адвоката Владимир Эрнестович Цоппи (1889—1970, Москва), и в 1923 году родила от него сына Владимира (умер в 1950-е гг.), который с рождения страдал детским церебральным параличом, эпилептическими припадками и отставал в развитии.
За высокое мастерство исполнения Бакланова в 1925 году получила звание Заслуженной артистки Республики и в том же году в составе труппы уехала на зарубежные гастроли, организованные импресарио Моррисом Гестом — сначала в Европу, а затем за океан. В середине 1926 года советские артисты вернулись в Россию, Бакланова же воспользовалась случаем и осталась в США. Через некоторое время — в 1927 году сын О.Баклановой в сопровождении няни, подруги Баклановой, Натальей Серафимовной Дефендовой (1887—1965) был привезен на лечение в Германию, а затем жил в Италии.

### В эмиграции

#### В Голливуде
В 1927 году актриса получила эпизодическую роль в картине «Голубь» — мелодраме о любви певички-мексиканки и молодого кабальеро, где главные роли играли Норма Толмадж и Гилберт Роланд. Затем на неё обратил внимание популярный немецкий актёр тех лет Конрад Фейдт, за плечами которого было около восьмидесяти фильмов в Германии и США — он пригласил Ольгу в свою новую картину «Человек, который смеётся» по одноимённому роману Гюго, которая вышла на экраны в 1928 году. После впечатляющего исполнения роли герцогини Джозианы голливудская карьера Ольги начала развиваться быстрыми темпами.
1928 год был самым плодотворным в кинокарьере Ольги. После короткометражки «Секрет царицы» она снялась в драме «Улица греха» шведского режиссёра Морица Стиллера. В те годы Стиллер работал в Голливуде и вошёл в историю как первооткрыватель таланта Греты Гарбо. Для него эта картина стала финальным аккордом в карьере — в 1928 году он был уволен, вернулся на родину и в том же году умер в Стокгольме, — Бакланова же после этого фильма подписала с Paramount Pictures контракт сроком на пять лет.
Далее последовали не менее успешные работы — криминальная драма «Пристани Нью-Йорка», где актриса исполнила роль проститутки Лу, вестерн «Лавина», мелодрамы «Забытые лица» и «Три грешника (фильм)», в которой ведущая роль принадлежала звезде немого кино Поле Негри. Во всех этих картинах Бакланова исполняла роли второго плана. Бакланова также претендовала на участие в фильме Людвига Бергера «Грехи отцов», но роль досталась дебютантке Рут Чаттертон.
В том же году актриса снялась в паре с Джорджем Банкрофтом в фильме «Волк с Уолл-стрит», одном из первых звуковых проектов Paramount Pictures. Из-за пожара на недавно построенной звукозаписывающей студии он был озвучен довольно посредственно, но тем не менее, в те годы любой звуковой фильм неизменно привлекал внимание публики, и после премьеры в январе 1929 года картина с большим успехом прошла в кинотеатрах. Так как Ольга говорила с сильным акцентом — критики, впрочем, находили его очаровательным, — после начала эры звукового кино она играла только русских или иностранок.
В 1929 году в карьере актрисы наметился спад. Две её картины — мелодрама «Опасная женщина» и комедия «Любимый мужчина» с Ричардом Арленом — были восприняты критиками достаточно прохладно. Помимо этого Бакланова оказалась вовлечена в скандал, когда, желая аннулировать контракт, подала в суд на своего менеджера Эла Розена. Бакланова утверждала, будто из-за плохого знания языка считала, что заключала контракт всего на год, а не на пять лет. Судья поверил актрисе и удовлетворил её иск.
Получив в феврале 1929 года развод от Цоппи, 5 марта Бакланова вышла замуж за русского актёра-эмигранта Николаса Сусанина (Николай Ильич Сусанин; 1889—1975), от которого родила второго сына — Никиту (1914—2006; его потомки в настоящее время проживают в США).
Летом она возобновила контракт с Paramount Pictures, однако кинокомпания не торопилась предлагать актрисе новые роли, а в ноябре и вовсе уволила её.
Далее Ольга и Николас получили от продюсера Герберта Вилкокса приглашение приехать в Великобританию и принять участие в биографическом фильме «Жизнь Бетховена», однако проект был заморожен и супруги ни с чем вернулись обратно. В декабре Ольге вновь улыбнулась удача — киностудия Fox Film подписала с ней контракт и в 1930 году задействовала актрису на второстепенных ролях в двух музыкальных комедиях, «Не грусти и улыбайся» и «Ты там?».
В начале 1930-х годов Бакланова работала на MGM и приняла участие в трёх картинах. Первым была мелодрама «Великий любовник» (1930), где главные роли исполнили Адольф Менжу и будущая звезда Ирен Данн. Критики ругали картину за слабый сценарий, но отмечали, что некоторые сцены с участием Баклановой смотрелись вполне пристойно. В 1932 году последовала драма «Вниз по лестнице» по сценарию Джона Гилберта.
Последней удачей актрисы стал фильм ужасов «Уродцы», где она сыграла циркачку Клеопатру — роль, от которой отказалась Мирна Лой. Этот фильм был официально запрещён в нескольких штатах и долгие годы пролежал на полке, однако впоследствии был признан национальным достоянием и в 1994 году включён в Национальный кинореестр Библиотеки Конгресса.
Затем актриса снялась в криминальной драме «Скандал на миллиард долларов» (1933) и короткометражном мюзикле «Блюз по телефону» (1935), после чего ушла из кино.

#### В театре
21 сентября 1931 года Бакланова получила американское гражданство. В этот период она вновь сосредоточила своё внимание на театре и начала со спектакля «Безмолвный свидетель», премьера которого состоялась в октябре 1931 года. В 1932 году актриса участвовала сразу в трёх постановках — «Гранд-отель», где она исполнила роль Грушинской (в том же году пьеса была экранизирована, в фильме Грушинскую сыграла Грета Гарбо), «Двадцатый век» и «Кот и скрипка».
В начале 1933 года Бакланова переехала в Нью-Йорк, а Сусанин остался в Голливуде (отношения между супругами к тому времени испортились, но официально развелись они только в 1939 году). Театральная карьера Ольги продолжалась с переменным успехом до начала 1940-х годов — она посещала с гастролями Лондон, ездила в турне по Америке, пела в ночных клубах и знаменитом нью-йоркском ресторане Russian Tea Room («Русская чайная»).
В 1940 году актриса блестяще исполнила роль оперной примы мадам Дарушки в постановке «Клаудия» по роману Роуз Франкен. После невероятного успеха на Бродвее спектакль было решено экранизировать, и таким образом Бакланова получила возможность в последний раз появиться на киноэкране.
В начале 1940-х годов Бакланова вышла замуж за эмигранта из России Ричарда Дэвиса (Давид Юдович; 1900—1984). Так как Дэвис настаивал, чтобы жена оставила сцену, в 1947 году Бакланова завершила свою артистическую карьеру. Дэвис издавал журнал Dance Magazine. Был кинопрокатчиком, импортёром иностранных фильмов. Открыл в Нью-Йорке кинотеатр Fine Arts Theatre, в котором проходили американские премьеры фильмов Феллини, Висконти, Пазолини.

### Последние годы жизни
В середине 1960-х годов, когда на экраны после многих лет забвения вышел фильм «Уродцы», о Баклановой снова заговорили. Актриса, которой было почти 70 лет, дала несколько интервью, — в том числе британскому историку кино, автору нескольких документальных фильмов о звёздах немого кино Кевину Браунлоу, а также автору серии книг об актёрах прошлых лет Джону Кобалу.
На закате жизни Бакланова переехала в город Веве (Швейцария), где и скончалась 6 сентября 1974 года в возрасте 81 года.

## Фильмография
Звёздочкой помечены фильмы, которые считаются утерянными.
| Год  |   | Русское название             | Оригинальное название   | Роль                    |
| ---- | - | ---------------------------- | ----------------------- | ----------------------- |
| 1943 | ф | Клаудия                      | Claudia                 | Мадам Дарушка           |
| 1935 | ф | Блюз по телефону             | Telephone Blues         | —                       |
| 1933 | ф | Скандал на миллиард долларов | Billion Dollar Scandal  | Анна Гоу-Гоу            |
| 1932 | ф | Вниз по лестнице             | Downstairs              | Софья Кословская        |
| 1932 | ф | Уродцы                       | Freaks                  | Клеопатра               |
| 1931 | ф | Великий любовник             | The Great Lover         | Саварова                |
| 1930 | ф | Ты там?                      | Are You There?          | Графиня Хеленка         |
| 1930 | ф | Не грусти и улыбайся         | Cheer Up and Smile      | Ивонна                  |
| 1929 | ф | Любимый мужчина              | The Man I Love          | Соня Барондова          |
| 1929 | ф | Опасная женщина              | A Dangerous Woman       | Таня Грегори            |
| 1929 | ф | Волк с Уолл-стрит*           | The Wolf of Wall Street | Волчица                 |
| 1928 | ф | Лавина*                      | Avalanche               | Грейс Стиллвелл         |
| 1928 | ф | Спорная женщина              | The Woman Disputed      | В эпизоде               |
| 1928 | ф | Пристани Нью-Йорка           | The Docks of New York   | Лу                      |
| 1928 | ф | Забытые лица                 | Forgotten Faces         | Лилли Харлоу            |
| 1928 | ф | Улица греха*                 | Street of Sin           | Анни                    |
| 1928 | ф | Человек, который смеётся     | The Man Who Laughs      | Герцогиня Джозиана      |
| 1928 | ф | Три грешника*                | Three Sinners           | Баронесса Хильда Брингс |
| 1928 | ф | Секрет царицы*               | The Czarina’s Secret    | Царица                  |
| 1927 | ф | Голубь                       | The Dove                | В эпизоде               |
| 1918 | ф | Хлеб*                        | —                       | Дочь владельца булочной |

В 1914—1917 годах Бакланова снялась в паре десятков фильмов. Ни один из них не сохранился, известны только названия — «Симфония любви и смерти», «Когда звучат струны сердца», «Великий Магараж», «Загробная скиталица» («Женщина-вампир»), «Любовь под маской», «Петля смерти», «Жизнь есть шутка», «Нана и её дочь», «По трупам к счастью», «Третий пол», «Домик на Волге», «Я помню вечера», «Тот, кто получает пощёчины», «Когда умирает любовь», «Цветы запоздалые», «Жёлтый паспорт», «Лунный свет». Большинство этих картин срежиссировал Виктор Туржанский, который после революции эмигрировал во Францию, основал там собственную кинокомпанию и стал широко известен в Европе.

## Работы в театре
- 1917—1919 — Московский Художественный театр
  - «Каменный гость» по трагедии Пушкина. Роль Лауры.
  - «Иванов» по пьесе Чехова. Роль Саши.
  - «Нахлебник» по пьесе Тургенева. Роль Ольги Петровны.
  - «Двенадцатая ночь» по пьесе Шекспира. Роль Оливии.
  - «Сверчок за очагом» по повести Диккенса. Роль Берты.
  - «Потоп» по пьесе Бергера. Роль Лиззи / Сэди
- 1920 — 1926 — Музыкальная студия
  - 1920 «Дочь мадам Анго» по оперетте Шарля Лекока. Роль Ланж.
  - 1922 «Перикола» по оперетте Жака Оффенбаха. Роль Периколы.
  - 1923 «Лисистрата» по комедии Аристофана. Роль Лисистраты.
  - 1924 «Карменсита и солдат» по сочинению Липскерова на музыку Бизе. Роль Карменситы.
  - 1925 Трилогия «Любовь и смерть», в двух частях которой — «Бахчисарайском фонтане» по поэме Пушкина и «Алеко» по опере Рахманинова — актриса сыграла соответственно роли Заремы и Земфиры.
  - 1925 — 1926 На гастролях в США актриса играла в постановках «Лисистрата», «Карменсита и солдат» и «Любовь и смерть»
- 1926 — 1947 Работы после эмиграции в США
  - 1926 «Чудо» (The Miracle). Роль няни.
  - 1931 «Безмолвный свидетель» (Silent Witness). Роль неизвестна.
  - 1932
    - «Гранд-отель» (Grand Hotel). Роль Грушинской.
    - «Двадцатый век» (Twentieth Century). Роль Лили Гарланд.
    - «Кот и скрипка» (The Cat and the Fiddle). Роль Ширли.

  - 1933
    - «Двадцать пять долларов в час» на Бродвее ($25 an Hour). Роль Жермен Гранвиль.
    - «Убийство из тщеславия» на Бродвее (Murder at the Vanities). Роль Сони.

  - 1934 «Мэхогени-холл» (Mahagony Hall). Роль мадам Пэрис.
  - 1936
    - Going Places. Роль Дагмар Петровой.
    - Idiot’s Delight. Роль Ирены.

  - 1941 — 1943 «Клаудия» (Claudia) на Бродвее. Роль мадам Дарушки.
  - 1945 — 1947 Гастроли по стране
  - 1947 Louisiana Lady. Роль мадам Кордей.